# Визаянский цветоед
Визаянский цветоед (лат. Dicaeum haematostictum) — вид певчих птиц семейства цветоедовых.

## Таксономия
Монотипичен. Ранее предполагалось наличие подвида D. h. whiteheadi, описанного на основе особей, обитающих на горе Канлаон, но эта идея была отвергнута ввиду того, что представители предполагаемого подвида были неотличимы от номинативного.
В прошлом иногда считался одним видом с филиппинским цветоедом.

## Описание

### Внешний вид
Размеры тела взрослой особи достигают около 10 см.
Оперение верхней части тела (головы, спины, крыльев и хвоста) чёрное с синим отблеском.
Подбородок, горло, грудь, живот, подкрылья и подхвостье белые. Посередине верхней части груди проходит чёрная полоса, сразу под ней начинается ярко-красное пятно, которое проходит по центру груди и брюшка и заканчивается у подхвостья. 
Радужка глаз и клюв тёмно-коричневые или чёрные. Цвет ног варьируется от серовато-коричневого до чёрного.
Полового диморфизма нет.
Верхняя часть тела у молодых особей тёмно-серовато-коричневая, нижняя часть — серая. Радужка глаз орехового цвета. Клюв кремовый с тёмным кончиком.
У подростков оперение верхней части тела черновато-коричневое, отблеск есть только на плечах. Нижняя часть тела сероватая, слегка охристая посередине брюшка; красное и чёрное пятна на груди заметно менее выражены, чем у взрослых особей. Основание нижней части клюва жёлтое.

### Голос
Серия звуков, напоминающих «сит-сит», иногда переходящая в трель; а также «чип-сит-сит», «чип-чип-чип» и быстрые звенящие звуки.

## Распространение
Является эндемиком западной части Филиппин. Встречается на островах Панай и Негрос.
Обитает в лесах и на лесных опушках, на открытых местностях, во вторичных насаждениях, в кокосовых рощах и садах, обычно вокруг цветущих и плодоносящих деревьев.
Встречается на высоте до 1250 метров над уровнем моря.
Ареал крайне фрагментированный и небольшой (в сумме составляет около 24 000 км²). В последнее время он сильно сузился ввиду вырубки низинных лесов и кустарников, что привело к быстрому сокращению популяции. Ранее визаянский цветоед встречался также на острове Гимарас, однако на сегодняшний день там, вероятно, вид уже вымел в результате почти полной вырубки лесов. Когда-то считался обычным на острове Негрос, сейчас вид там уже редок. 
Населяет, помимо прочего, и охраняемые территории, например, национальный парк горы Канлаон, лесной резерват Северного Негроса, национальной парк гор Центрального Панайя.

## Биология
Питается инжиром и другими плодами, а также, вероятно, пыльцой и нектаром лорантовых растений. Помимо этого, поедает насекомых и пауков. Питается поодиночке, парами или небольшими (в том числе смешанными с другими видами птиц) группами.
Гнёзда были найдены в марте, августе и сентябре, а молодые особи — в августе.
Гнездо подвешивается к ветке на высоте 7-11 метров над землёй или же располагается на древовидном папоротнике.
В кладке 1 яйцо, бледно-зеленовато-оливковое с бледно-сиреневыми пятнами на конце или оливково-коричневыми крапинками по всей поверхности.